# Telemachos

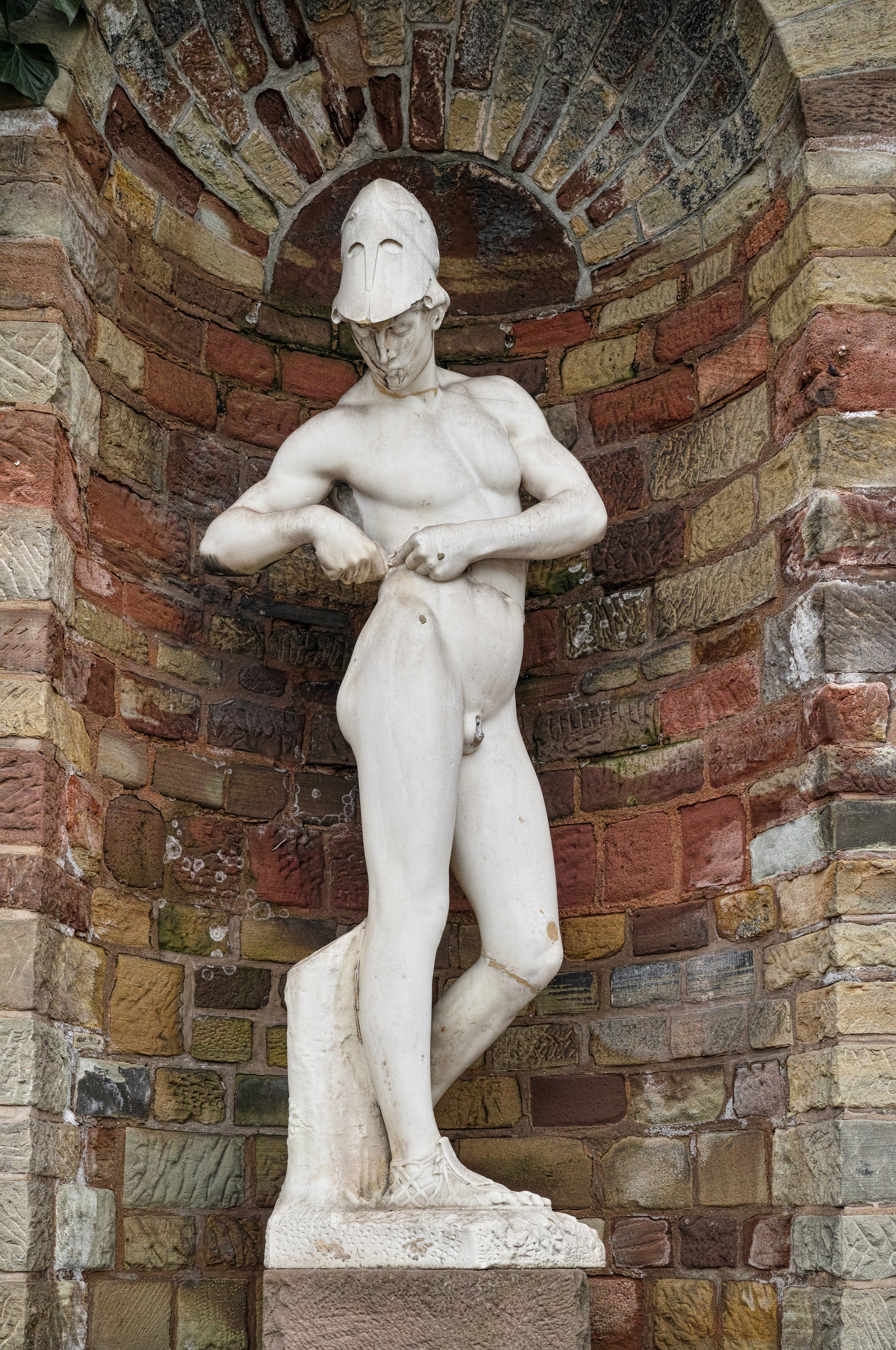
Marmorstatue des Telemachos von Ludwig Cauer (1902), Alt-Saarbrücken

Telemachos (altgriechisch Τηλέμαχος Tēlémachos, deutsch ‚Kämpfer in der Ferne‘), auch Telemach, ist im griechischen Mythos der Sohn des Odysseus und der Penelope.

## Lebensgeschichte
Telemachos war bei der Abreise seines Vaters Odysseus zum Trojanischen Krieg noch ein Kleinkind. Die Geschichte seiner Adoleszenz wird in den ersten vier Gesängen der Odyssee erzählt. Demnach erhielt er als junger Mann von Athene, die ihm während seiner Jugend in der Gestalt des Mentes zur Seite stand, den Rat, bei Nestor in Pylos und Menelaos in Sparta Erkundigungen über seinen Vater einzuziehen. An letzterem Ort erfuhr er, dass Odysseus noch leben könnte.
Auf der Rückfahrt von Pylos nach Ithaka entging Telemachos, von Athene gewarnt, einem Mordanschlag der Freier, die von der Insel Asteris aus einen Hinterhalt planten. Nach Hause zurückgekehrt, traf er bei dem Schweinehirten Eumaios seinen von Athene in einen Bettler verwandelten Vater. Dieser gab sich ihm zu erkennen, und Telemachos stand ihm hierauf bei der Tötung der Freier um Penelope bei.
Telemachos’ spätere Geschichte wird verschieden erzählt: Nach der Telegonie werden er und Penelope nach dem Tod des Odysseus von seinem Halbbruder Telegonos nach Aiaia mitgenommen, wo ihn Kirke zum Mann nimmt und Telegonos Penelope heiratet. Kirke schenkt Telemach und Penelope die Unsterblichkeit. Nach einer anderen Sagentradition, die z. B. Hellanikos wiedergab, reist Telemachos zu den Phaiaken, wo er sich in Nausikaa verliebt und diese ehelicht. Die beiden zeugen den Ptoliporthos, nach anderen Quellen Persepolis (auch Perseptolis). Laut Hesiod ist Persepolis jedoch einer Ehe zwischen Telemachos und Nestors Tochter Polykaste entsprungen.

## Telemachos als Gegenstand von Musik, Theater, Malerei und Literatur
- Telemachos’ Geschicke behandelt der berühmte Entwicklungsroman von Fénelon: Les aventures de Télémaque, 1695 (erstmals 1733 auf Deutsch Die seltsamen Begebenheiten des Telemach).
- Telemachos’ Erlebnisse im Reich der Kalypso werden in Alessandro Scarlattis Oper Telemaco aus dem Jahr 1718 in Szene gesetzt.
- Christoph Willibald Gluck komponierte zur Hochzeit des späteren habsburgischen Kaisers Joseph II. mit Maria Josepha von Bayern 1765 Telemaco ossia L’isola di Circe. In dieser Oper versucht Odysseus’ Sohn Telemaco, den Helden von Troja zurückzuholen. Odysseus wird jedoch von Circe, die Odysseus liebt, gewaltsam festgehalten.
- Durch Fénelons Roman beeinflusst, schuf Charles-Joseph Natoire (1700–1777) fünf Gemälde, von denen sich heute drei in der Petersburger Eremitage und zwei in Troyes befinden.
- Von Angelika Kauffmann (1741–1807) gibt es zwei Gemälde zu Fénelons Roman.
- Der ab 1756 entstandene Telemach-Zyklus von Johann Heinrich Tischbein befindet sich in Form von zwölf Supraporten im Schloss Wilhelmsthal bei Kassel.
- James Joyce nannte das erste Kapitel seines 1922 erschienenen Romans Ulysses Telemach.
- Der 1995 erschienene Roman Telemach von Michael Köhlmeier erhielt den Grimmelshausen-Preis.
- Der Roman für Kinder Prinz Telemach und sein Lehrer Mentor von Peter Hacks (1928–2003) hat die Suche Telemachs nach seinem Vater und die Erziehung zu einem verantwortlichen Fürsten zum Thema. DeutschlandRadio Berlin produzierte daraus 1998 ein einstündiges Hörspiel. Dort ist Telemach allerdings erst elf Jahre alt, während Odysseus 20 Jahre zuvor abgereist ist.